# Aplonis metallica
El estornino lustroso (Aplonis metallica) es una especie de ave paseriforme de la familia Sturnidae que habita en Australasia.

## Descripción

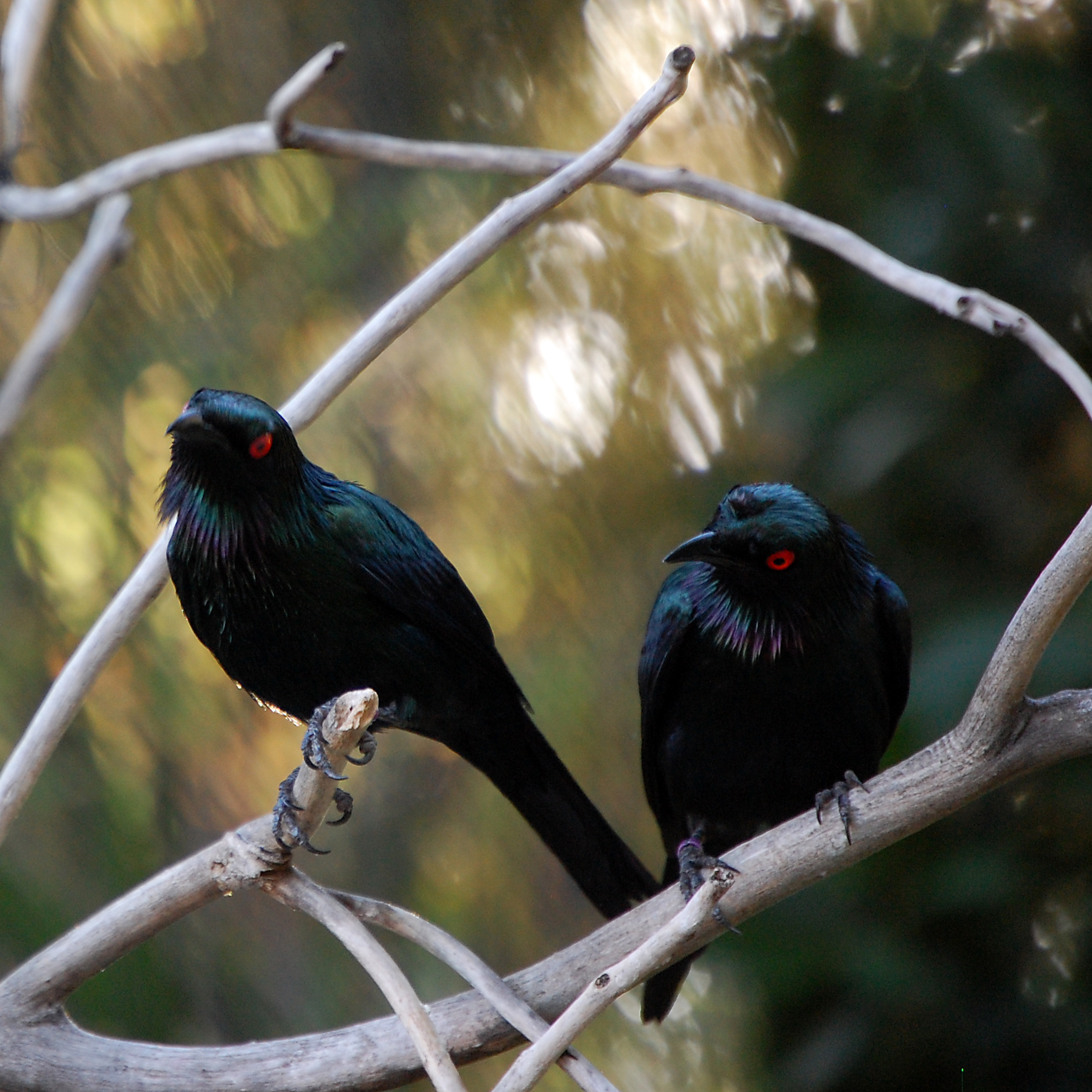
Adultos.

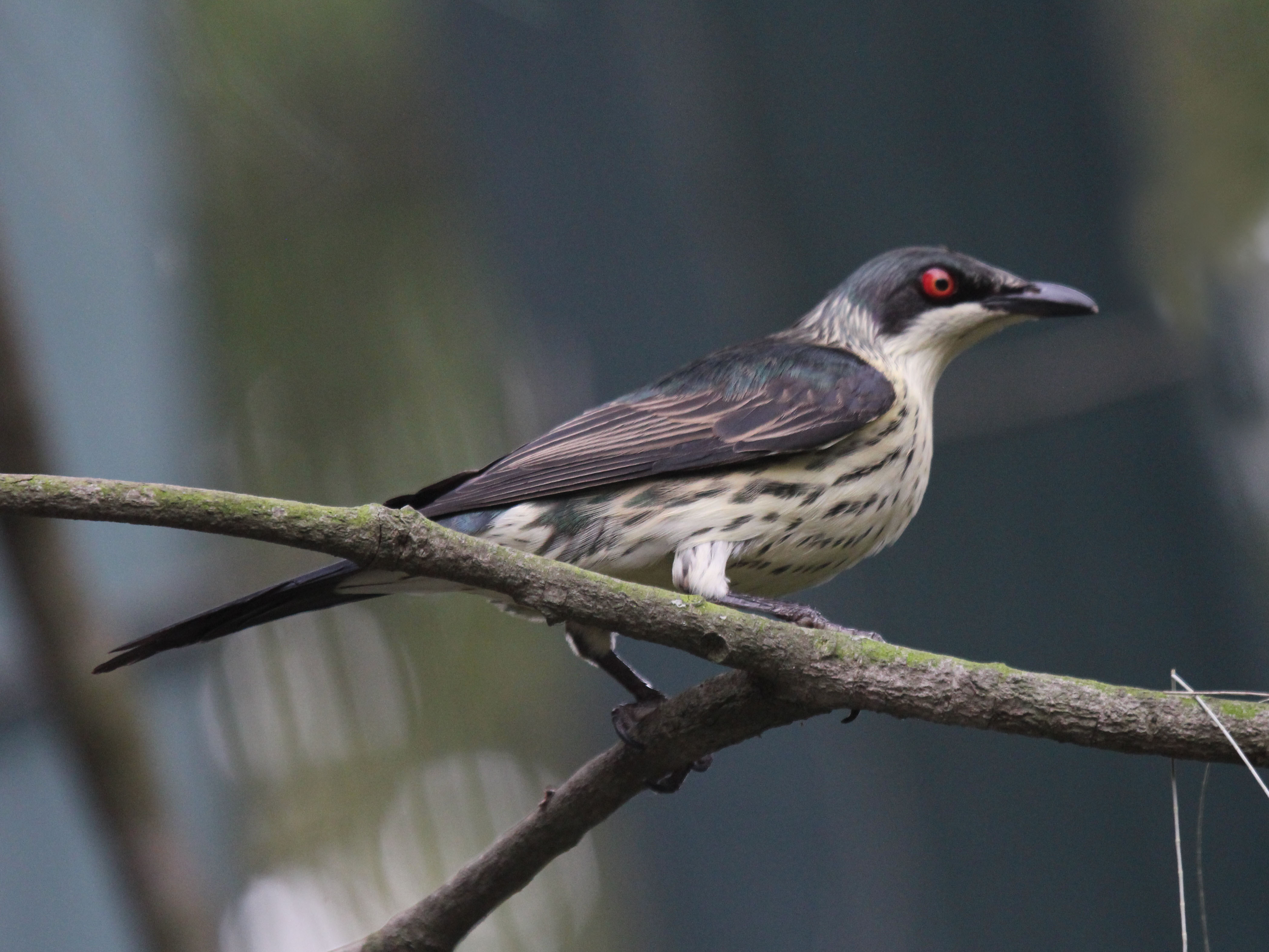
Inmaduro.

El estornino lustroso mide entre 21 y 26 cm de largo. Tiene la cola larga y el pico robusto y ligeramente curvado hacia abajo. El plumaje de los adultos es totalmente negro, con irisaciones de gran intensidad verdes, violáceas y azules, a las que debe tanto su nombre científico como el común. El iris de sus ojos es de color rojo o anaranjado rojizo. Los juveniles tienen las partes inferiores blanquecinas salpicadas de vetas pardas o negras, sus partes superiores son negruzcas o negras con menor brillo.

## Distribución y hábitat
Se extiende por la mayor parte de las islas ubicadas desde las Molucas hasta las Salomón, incluida Nueva Guinea. Algunas aves de Nueva Guinea migran en agosto hasta el norte de Queensland (Australia) para aparearse, y regresan en abril.
Su hábitat preferido son las selvas húmedas, aunque también se encuentra en los manglares y en los frutales de las sabanas.

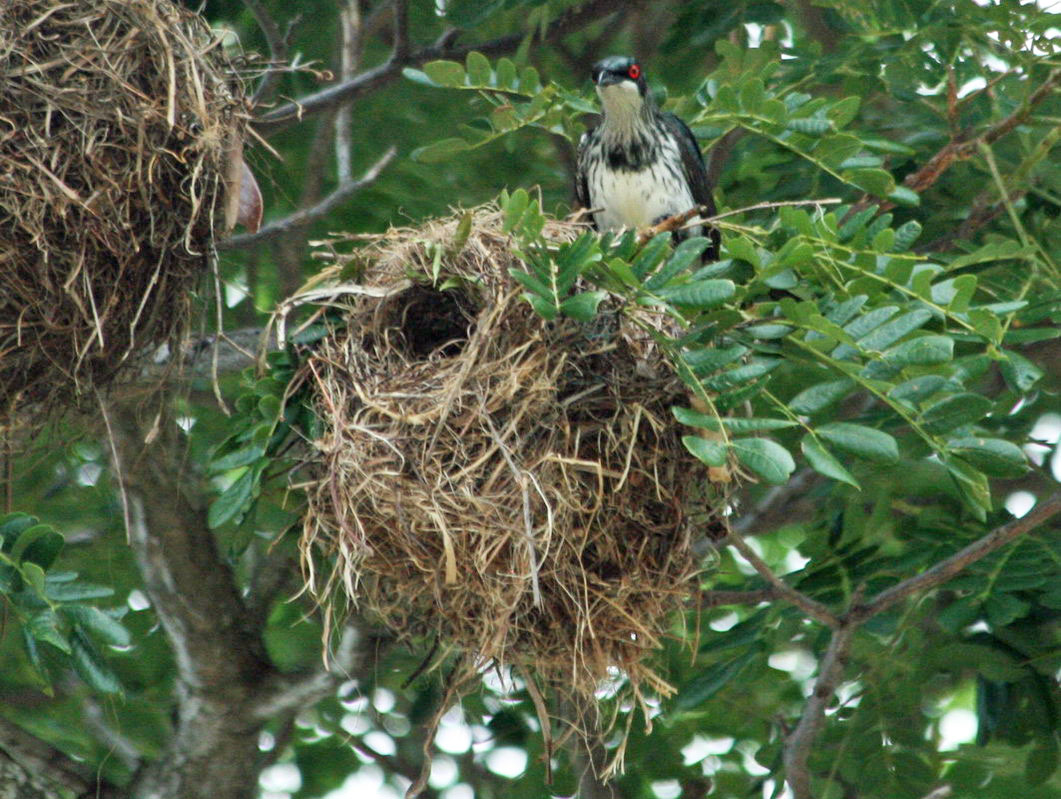
Inmaduro junto a un nido.

## Taxonomía
Fue descrito científicamente por el zoólogo neerlandés Coenraad Jacob Temminck en 1824. Se reconocen cuatro subespecies:
- A. m. inornata;
- A. m. metallica;
- A. m. nitida;
- A. m. purpureiceps.
- A, m. circumscripta.

## Comportamiento
Se alimentan principalmente de frutos. Construyen nidos esféricos trenzando hierba y palitos que cuelgan de las ramas de árboles altos.